# Grande Sinagoga de Tel Aviv
 A Grande Sinagoga de Tel Aviv está localizada na 110 Allenby Street , Tel Aviv , a leste da Torre Shalom .  O edifício foi projetado por Yehuda Magidovitch em 1922 e concluído em 1926.  Foi renovado em 1970 com uma nova fachada externa de arcos. 
No passado, a sinagoga estava no centro de Little Tel Aviv, mas hoje o prédio fica no coração do centro comercial e financeiro.  A emigração dos moradores locais durante a década de 1960 trouxe uma redução reconhecível no número de oradores na Grande Sinagoga, de tal forma que hoje o impressionante edifício é usado por poucos congregantes que oram em feriados e ocasiões especiais.  Nos últimos anos, figuras públicas decidiram conduzir suas cerimônias de casamento judaico na sinagoga. 

## A história do edifício
Em 1913, uma pedra fundamental foi preparada para a Grande Sinagoga a ser estabelecida na Rua Yehuda Halevi.  A construção não foi empreendida por várias razões e, em 1914, o Comitê para a Grande Sinagoga realizou uma competição aberta para arquitetos que planejam a Grande Sinagoga na Allenby Street .  Arquiteto Richard Michael venceu esta competição, e também avançou o programa para a sinagoga.  Com a eclosão da Primeira Guerra Mundial , Michael foi convocado para o exército alemão e forçado a deixar o país e, portanto, não completou os planos de construção para o edifício da sinagoga.  Ele foi substituído pelo arquiteto judeu alemão Alexander Baerwald , que também foi o planejador de construção do edifício Technion em Haifa (1912), da Hebrew Reali School (1912) e de outros edifícios privados e municipais em Tel Aviv. 

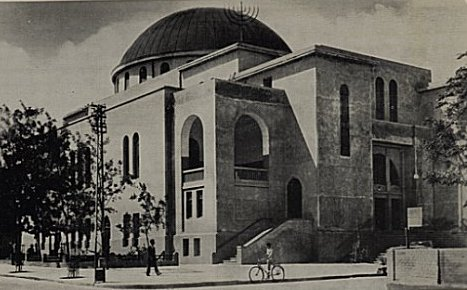
A sinagoga na década de 1930

Em 1924, a pedra angular do edifício ficava na Allenby Street, conforme os planos do arquiteto Yehuda Magidovitch .  A construção do prédio da sinagoga foi atrasada devido a fundos insuficientes, até receber uma doação do Barão Rothschild , que levou o prédio à conclusão em 1925 pelo construtor Samuel Nathan Wilson.  A cúpula do edifício foi planejada pelo engenheiro Arpad Geuthe. 
Em 1969, com a intenção de revitalizar a sinagoga e adaptá-la ao ambiente da época, o edifício sofreu uma drástica renovação pelos planos do arquiteto Aryeh Elhanani , que acrescentou arcos e suportes de cimento ao edifício, transformando o edifício no estilo do modernismo .  Da mesma forma, foram feitas mudanças na fachada do prédio, na mobília, na Arca da Torá e na iluminação. 

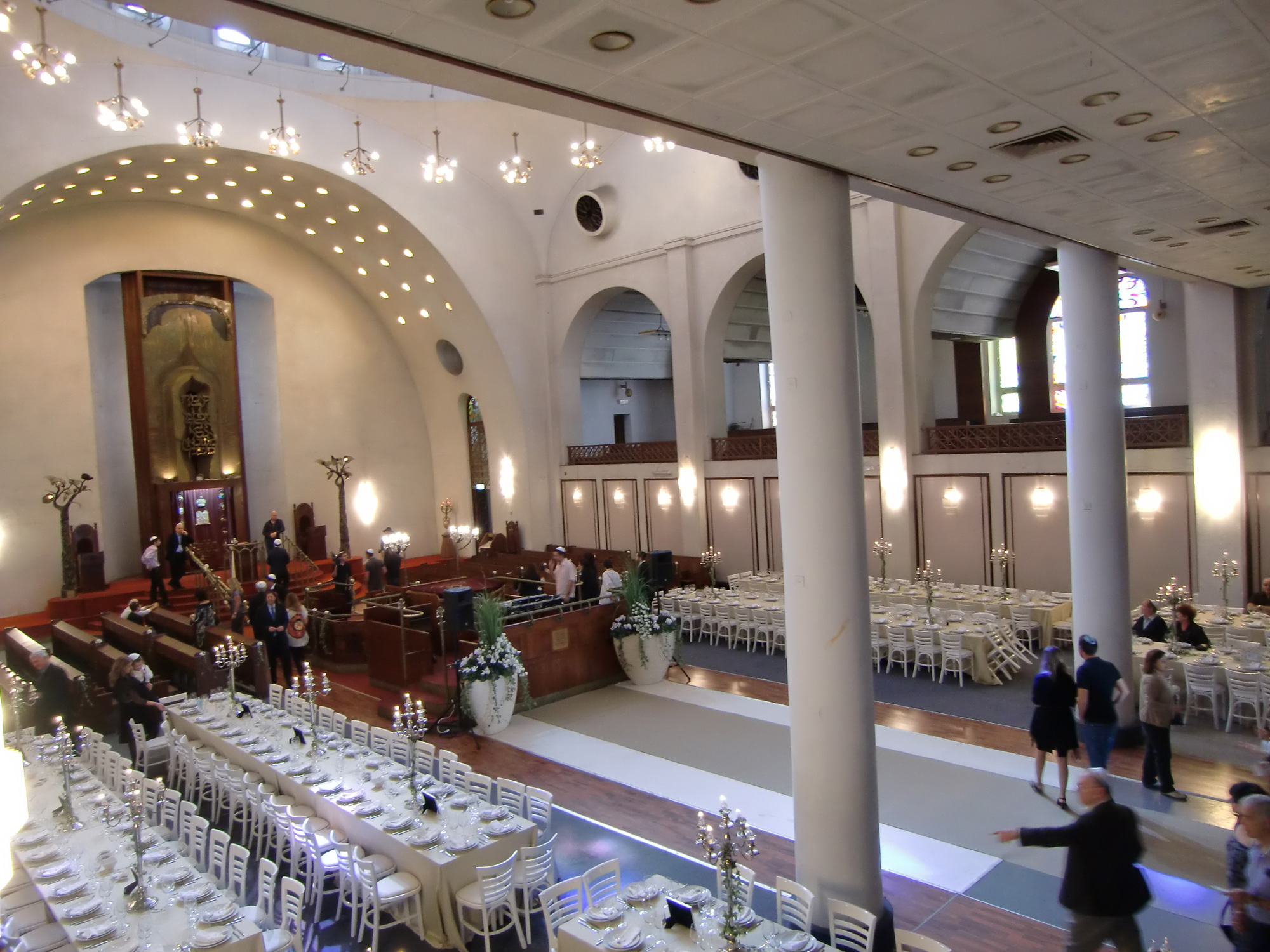
O interior da Grande Sinagoga

O edifício possui uma enorme cúpula, luminárias elaboradas e magníficos vitrais .  As janelas de vidro são réplicas de janelas de sinagogas que foram destruídas na Europa durante o Holocausto . 

## Armazenamento de armas
Após o bombardeio do rei David em 1946, as autoridades britânicas encontraram armas armazenadas no porão da sinagoga.  À luz desse achado, o zelador da sinagoga Eliezer Neuman foi detido e sentenciado pelas autoridades militares a um mandato de um ano. 